# Podomys floridanus
Podomys floridanus é uma espécie de roedor da família Cricetidae. É a única espécie pertencente ao género Podomys.
Apenas pode ser encontrada nos Estados Unidos da América.
Os seus habitats naturais são: campos de gramíneas de clima temperado.
Está ameaçada por perda de habitat.